# فاكوندو رونكاليا
فاكوندو سيباستيان رونكاليا (بالإسبانية: Facundo Sebastián Roncaglia)‏ (مواليد 2 أكتوبر 1987 في تشاخاري - الأرجنتين) لاعب كرة قدم أرجنتيني يلعب حاليا لصالح نادي فيورنتينا الإيطالي قادماً من بوكا جونيورز الأرجنتيني في مركز قلب الدفاع .

## روابط خارجية
- فاكوندو رونكاليا على موقع الاتحاد الأوربي (الإنجليزية)
- فاكوندو رونكاليا على موقع قاعدة بيانات كرة القدم.إي يو (الإنجليزية)
- فاكوندو رونكاليا على موقع ناشيونال فوتبول تيمز (الإنجليزية)
- فاكوندو رونكاليا على موقع Soccerbase.com (لاعب) (الإنجليزية)
- فاكوندو رونكاليا على موقع Soccerway.com (الإنجليزية)
- فاكوندو رونكاليا على موقع كووورة
- فاكوندو رونكاليا على موقع AS.com (الإسبانية)